# Mahadyr
Mahadyr nebo Mechadiri, dříve též Nakaduli (abchazsky Маҳадыр, rusky Махадыр, gruzínsky მეხადირი – Mechadiri), je vesnice v Abcházii v okrese Gagra. Leží v kopcích pár kilometrů severně od pobřeží Černého moře. Obec sousedí na západě se severním výběžkem Gjačrypše, na severu s Mkjalrypšem, na východě s Chyšchou, na jihovýchodě s Hašupsy a na jihu s Candrypšem a s Amzarou. Severně a severovýchodně od obce se nachází těžko prostupný, zalesněný horský terén.

## Vesnický okrsek Mahadyr
Mahadyr je vesnické správní centrum s oficiálním názvem Vesnický okrsek Mahadyr (rusky Сельская администрация Махадыр, abchazsky Маҳадыр ақыҭа ахадара). Za časů Sovětského svazu se okrsek jmenoval Nakadulský selsovět (Накадульский сельсовет). Součástí vesnického okrsku Mahadyr jsou následující části:
- Mahadyr (Маҳадыр)

Vesnický okrsek Mahadyr

- Azdrypš (Аздрыԥшь) – dříve Azdrepš, od 1948 do 1992 gruzínsky Kldiani (კლდიანი)
- Kacyrcha (Кацырха) – od 19. století rusky Vosemsotskoje (Восемьсотское), od 1948 do 1992 gruzínsky Muchnari (მუხნარი)
- Mpadrypsta (Мԥаадрыԥсҭа) – od 19. století rusky Rogožino (Рогожино), od 1948 do 1992 gruzínsky Vašlovani (ვაშლოვანი)
- Pšašcha (Ԥшашхьа) – od 19. století rusky Jevdokimovka (Евдокимовка), od 1948 do 1992 gruzínsky Zegani (ზეგანი)

## Dějiny
První písemná zmínka o obci na tomto území pochází z 19. století a jmenovala se tehdy Mahadiri (მაჰადირი). Dělila se na tři části: Horní Mahadiri, Dolní Mahariri a Otluki (název pochází z turečtiny, doslova Tráva). Po mahadžirstvu, kdy bylo nuceno opustit Abcházii velké množství Abchazů, se do opuštěné obce, kterou znovu založili moldavští osadníci v roce 1883, začaly od konce 19. století stěhovat ve velkém arménské rodiny. Arméni mají od té doby až do současnosti v obci značnou převahu a zabývali se převážně zemědělskou činností. V roce 1935 bylo v rámci pokračující kolektivizace rozhodnuto o vytvoření Mahadirského selsovětu, do kterého byly kromě těchto tří vesniček přičleněny ještě Vosemsotskoje, Rogožino a Jevdokimovka, které do té doby spadaly pod obec Pilenkovo (současný Candrypš). V září 1948 bylo rozhodnuto o přejmenování Mahadiru na Nakaduli (v češtině znamená Tok) a celý selsovět byl přejmenován na Nakadulský. Avšak tento název vydržel necelých dvacet let a v roce 1967 došlo k opětovnému přejmenování na Mechadiri. V průběhu sovětského období vyrostla v obci arménská základní škola, kde se vyučovalo až do 8. třídy, dále dvě kulturní střediska, zdravotní středisko a knihovna.
Po válce v Abcházii v roce 1993 byl název Mechadiri poabchážštěn na současný Mahadyr.

## Obyvatelstvo
Dle nejnovějšího sčítání lidu z roku 2011 je počet obyvatel vesnického okrsku 1779 a jejich složení je následovné:
- 1618 Arménů (90,9 %)
- 122 Rusů (6,9 %)
- 7 Abchazů (0,4 %)
- 32 příslušníků ostatních národností (1,8 %)

V roce 1989, před válkou v Abcházii žilo v Mechadiri 137 obyvatel a v celém Nakadulském selsovětu 1565 obyvatel.
V roce 1959 žilo v Horní Nakaduli 228 obyvatel, v Dolní Nakaduli 454 obyvatel a v celém Nakadulském selsovětu 1565 obyvatel.